# Brauneckerův palác
Brauneckerův palác (dříve lidově nazývaný Kettenhaus, řetězový dům) byl městský palác v bratislavské čtvrti Vydrica.

## Historie
Nechal si jej postavit císařský dvorní rádce baron Anton von Braunecker. Nacházel se pod hradním vrchem a tvořila jej dvě nádvoří. Jeho zbouráním se bez dokumentace zničila veškerá předpokládaná výzdoba místností prvního poschodí. Fragmenty kamenného portálu měly být uloženy v městském muzeu.
Byl zbourán v 70. letech 20. století.